# Bitva u Enzheimu
Bitva u Enzheimu se konala 4. října 1674 za války francouzsko-nizozemské.
Císařské vojsko generála Bournonvilla očekávalo u řeky Bruche příchod braniborských vojsk. Císařská armáda se zde zdržovala v silně opevněných pozicích. Střed Bournonvillových sil se nacházel v Enzheimu, zatímco levé křídlo s většinou pěchoty a dělostřelectva bylo ukryto v lese. Francouzský vojevůdce Turenne chtěl porazit Bournonvilla před příchodem braniborských vojsk, takže napadl nejdříve opevněné pozice císařské armády. Bitva započala pěším útokem francouzských dragounů na lesík ukrývající levé křídlo císařských vojsk, který po několika hodinách nelítostného boje dostali pod kontrolu. V tu chvíli udeřila na levé křídlo Francouzů císařská jízda i odrzuciła Turenne'a, ale další postup císařské jízdy byl zastaven ničivou palbou francouzského středu. Poté, co nedokázal prorazit středem císařské armády, Turenne v noci ustoupil, nevěda, že jeho protivník opustil bojiště. V bitvě padl do francouzského zajetí rakouský vojevůdce Aeneas Caprara, který však byl brzy poté propuštěn.